# Marcilly-d'Azergues
Marcilly-d'Azergues és un municipi francès situat al departament del Roine i a la regió d'Alvèrnia-Roine-Alps. L'any 2007 tenia 879 habitants.

## Demografia

### Població
El 2007 la població de fet de Marcilly-d'Azergues era de 879 persones. Hi havia 328 famílies de les quals 72 eren unipersonals (52 homes vivint sols i 20 dones vivint soles), 120 parelles sense fills, 124 parelles amb fills i 12 famílies monoparentals amb fills.
La població ha evolucionat segons el següent gràfic:
Habitants censats

### Habitatges
El 2007 hi havia 364 habitatges, 333 eren l'habitatge principal de la família, 12 eren segones residències i 19 estaven desocupats. 339 eren cases i 25 eren apartaments. Dels 333 habitatges principals, 284 estaven ocupats pels seus propietaris, 39 estaven llogats i ocupats pels llogaters i 10 estaven cedits a títol gratuït; 1 tenia una cambra, 8 en tenien dues, 39 en tenien tres, 84 en tenien quatre i 201 en tenien cinc o més. 261 habitatges disposaven pel capbaix d'una plaça de pàrquing. A 116 habitatges hi havia un automòbil i a 205 n'hi havia dos o més.

### Piràmide de població
La piràmide de població per edats i sexe el 2009 era:
| Homes | Edats   | Dones |
| ----- | ------- | ----- |
| 0     | 95 o +  | 0     |
| 0     | 90 a 94 | 0     |
| 8     | 85 a 89 | 4     |
| 0     | 80 a 84 | 4     |
| 12    | 75 a 79 | 16    |
| 12    | 70 a 74 | 12    |
| 20    | 65 a 69 | 12    |
| 20    | 60 a 64 | 28    |
| 16    | 55 a 59 | 32    |
| 40    | 50 a 54 | 24    |
| 36    | 45 a 49 | 40    |
| 44    | 40 a 44 | 44    |
| 16    | 35 a 39 | 16    |
| 40    | 30 a 34 | 40    |
| 24    | 25 a 29 | 4     |
| 32    | 20 a 24 | 32    |
| 16    | 15 a 19 | 28    |
| 16    | 10 a 14 | 36    |
| 40    | 5 a 9   | 32    |
| 16    | 0 a 4   | 20    |

## Economia
El 2007 la població en edat de treballar era de 589 persones, 401 eren actives i 188 eren inactives. De les 401 persones actives 382 estaven ocupades (204 homes i 178 dones) i 19 estaven aturades (11 homes i 8 dones). De les 188 persones inactives 71 estaven jubilades, 74 estaven estudiant i 43 estaven classificades com a «altres inactius».

### Ingressos
El 2009 a Marcilly-d'Azergues hi havia 324 unitats fiscals que integraven 852,5 persones, la mediana anual d'ingressos fiscals per persona era de 25.382 €.

### Activitats econòmiques
Dels 66 establiments que hi havia el 2007, 1 era d'una empresa de fabricació de material elèctric, 4 d'empreses de fabricació d'altres productes industrials, 14 d'empreses de construcció, 20 d'empreses de comerç i reparació d'automòbils, 5 d'empreses de transport, 2 d'empreses d'hostatgeria i restauració, 1 d'una empresa financera, 4 d'empreses immobiliàries, 10 d'empreses de serveis, 3 d'entitats de l'administració pública i 2 d'empreses classificades com a «altres activitats de serveis».
Dels 11 establiments de servei als particulars que hi havia el 2009, 2 eren tallers de reparació d'automòbils i de material agrícola, 1 paleta, 3 fusteries, 1 lampisteria, 1 electricista, 1 restaurant, 1 agència immobiliària i 1 saló de bellesa.
Dels 3 establiments comercials que hi havia el 2009, 1 era una botiga d'equipament de la llar, 1 un drogueria i 1 una floristeria.
L'any 2000 a Marcilly-d'Azergues hi havia 12 explotacions agrícoles que ocupaven un total de 136 hectàrees.

## Equipaments sanitaris i escolars
El 2009 hi havia una escola elemental.

## Poblacions més properes
El següent diagrama mostra les poblacions més properes.